# Christo Bonew
Christo Atanasow Bonew (bułg. Христо Бонев, ur. 3 lutego 1947 roku w Płowdiwie) – bułgarski piłkarz występujący na pozycji napastnika, oraz trener i działacz piłkarski.

## Kariera piłkarska
Jest wychowankiem Łokomotiwu Płowdiw, w którego seniorskiej drużynie grał przez siedemnaście sezonów: od 1965 do 1984 roku tylko z dwoma przerwami, kiedy krótko występował w barwach CSKA Sofia (1967/1968) i AEK Ateny (1981/1982). Był liderem linii ofensywnej Łokomotiwu; mimo iż zespół w tamtym okresie nie należał do faworytów ligi (największym zespołowym osiągnięciem Bonewa jest wicemistrzostwo kraju 1973 oraz Puchar Armii Sowieckiej 1983), to sam zawodnik zdobył wiele wyróżnień indywidualnych, m.in. trzykrotnie został wybrany na najlepszego piłkarza roku w kraju. Łącznie w barwach Łokomotiwu w 420 meczach strzelił 210 bramek, co do dziś pozostaje niepobitym rekordem tego klubu.
Należy do jednego z lepszych pokoleń w historii bułgarskiej piłki nożnej (jest rówieśnikiem m.in. Dimityra Penewa, Georgi Asparuchowa, Dobromira Żeczewa i Petyra Żekowa); podobnie jak wielu innych jego kolegów na przełomie lat 60. i 70. odnosił sukcesy nie tylko w barwach klubowych, ale również zanotował wiele udanych występów z reprezentacją. Brał udział w dwu Mundialach: 1970 i 1974. Chociaż Bułgarzy odpadli już po fazie grupowej, to Bonew nie tylko na obu był podstawowym zawodnikiem, ale także na każdym z nim strzelił po jednej bramce (w 1970 w przegranym 2:3 meczu z Peru, a cztery lata później w zremisowanym 1:1 spotkaniu z Urugwajem). Łącznie w barwach drużyny narodowej zdobył 47 goli i do listopada 2009 roku był rekordzistą kraju pod względem liczby strzelonych bramek. Ostatni raz trafił w swoim pożegnalnym meczu przeciw Argentynie (25 kwietnia 1979).

## Kariera szkoleniowa
Po zakończeniu piłkarskiej kariery rozpoczął pracę szkoleniową, jako asystent w Łokomotiwie. Jednak już po roku otrzymał atrakcyjniejszą propozycje prowadzenia Panathinaikosu AO, z którym następnie zdobył pierwsze od czterech lat mistrzostwo Grecji. W Grecji, a następnie na Cyprze (gdzie z APOEL-em Nikozja powtórzył osiągnięcia Panathinaikosu) pracował nieprzerwanie do 1996 roku.
Do kraju powrócił po nieudanych dla reprezentacji Bułgarii mistrzostwach Europy 1996. Wówczas na stanowisku trenera kadry zmienił swojego dawnego kolegę z drużyny narodowej Dimityra Penewa. Przygodę selekcjonerską rozpoczął od konfliktu z ówczesnym liderem reprezentacji Christo Stoiczkowem, który obraził się na władze federacji i ogłosił rozstanie z reprezentacją. Bułgarzy bez swojego najlepszego piłkarza ulegli w pierwszym meczu eliminacji do Mundialu 1998 Izraelowi 1:2. Innym skandalem w kadrze z okresu, w którym Bonew pełnił obowiązki selekcjonera, była awantura między Stoiczkowem a Emilem Kostadinowem o opaskę kapitana.
Ostatecznie Bonewowi udało namówić się Stoiczkowa do powrotu. Bułgarzy w kolejnych spotkaniach kwalifikacyjnych do mistrzostw świata ograli Cypr (3:1 i 4:1), Izrael (1:0) oraz Rosję (1:0), i drugi raz z rzędu świętowali awans do Mundialu. Cztery lata wcześniej dotarli do półfinału.
Bonew nie dokonał wielu zmian kadrowych w porównaniu z zespołem, który grał na Mundialu 1994. Mimo obecności kilku młodszych zawodników (Zdrawko Zdrawkow i Radostin Kisziszew), to o obliczu drużyny nadal decydowali doświadczeni Stoiczkow, Kostadinow, Trifon Iwanow, Krasimir Bałykow i Złatko Jankow, a także Ljubosław Penew, którego z poprzedniego turnieju wyeliminowała choroba. Jednak ten generacyjny konglomerat prowadzony przez Bonewa na Mundialu we Francji zdobył tylko jeden punkt i nie wyszedł z grupy. Z turniejem zespół pożegnał się porażką 1:6 z Hiszpanią.
Bonew złożył wymówienie, jednak nie zostało ono przyjęte. Odszedł dopiero po pierwszym meczu eliminacji do Euro 2000, przegranym 0:3 z Polską.
Po rozstaniu z kadrą Bonew krótko pracował w Łokomotiwie Sofia i niemieckim FC Sachsen Leipzig. Od marca 2004 jest dyrektorem generalnym Łokomotiwu Płowdiw.
W ciągu ostatniej dekady na ławkę szkoleniową powrócił tylko raz - na dwie kolejki przed zakończeniem sezonu 2009–2010 zastąpił Naciego Şensoya na stanowisku trenera Łokomotiwu, który walczył o utrzymanie w lidze. Bonewowi udało się uratować ekstraklasę dla klubu, z którym był związany przez większą część kariery; jednak po zakończeniu sezonu powrócił na stanowisko dyrektora generalnego Łokomotiwu, a jego miejsce na ławce szkoleniowej zajął Nedełczo Matuszew.

## Sukcesy
| Kariera piłkarska - Łokomotiw Płowdiw: - wicemistrzostwo Bułgarii 1973, - Puchar Armii Sowieckiej 1983 - finał Pucharu Armii Sowieckiej 1973 i 1982 - reprezentacja Bułgarii: - start na Mundialach 1970 (faza grupowa) i 1974 (faza grupowa) - Indywidualnie: - Piłkarz roku w Bułgarii 1969, 1972 i 1973 | Kariera szkoleniowa - Panathinaikos AO: - mistrzostwo Grecji 1990 - APOEL Nikozja: - mistrzostwo Cypru 1996 - Puchar Cypru 1996 - reprezentacja Bułgarii: - start (faza grupowa) w Mundialu 1998 |